# Édouard Jonas
Édouard Jonas, né le 9 mai 1883 à Paris 9e et mort le 3 décembre 1961 à Paris 16e, est un homme politique français.

## Biographie

### Famille
Né en 1883 sous le nom d'Édouard Léon Lévy, il est le fils d'Henri Lévy, courtier en bourse, et Céline Cahen, dite Lyon. Par son père, il est le petit-fils de Madame Moriss, photographe à Paris au début des années 1860,, et l'arrière-petit fils de Moïse Cahen, président du Consistoire israélite de Paris de 1832 à 1852.
En 1901, il fait rectifier par décret son patronyme en « Lévy dit Jonas », puis adopte définitivement le nom de Jonas en 1919.

### Carrière
Antiquaire et conseiller au commerce extérieur, il est spécialiste dans l'art du XVIIIe siècle et possède une galerie place Vendôme. Il devient ensuite conservateur du musée Cognacq-Jay.
En 1936, il se présente à la députation dans la circonscription de Grasse, sous les couleurs de l'Union socialiste républicaine et en se recommandant du soutien de Jean Ossola et du maire de la ville. Attaqué par une partie de la presse locale en raison de ses origines juives, il est néanmoins élu au deuxième tour de scrutin grâce au désistement des autres candidats de Front populaire, battant un sortant indépendant de gauche. 
À la Chambre des députés, il devient président de la commission des Travaux publics. Le 10 juillet 1940, Édouard Jonas ne prend pas part au vote sur la remise des pleins pouvoirs au Maréchal Pétain. Sous l'occupation, les autorités provençales mettent son pavillon grassois sous séquestre, toujours en raison de sa religion.
Entre 1949 et 1961, représentant les intérêts des héritières d'Ambroise Vollard, un conflit l'oppose avec le galeriste Martin Fabiani.